# Distrikt Colcha
Der Distrikt Colcha liegt in der Provinz Paruro in der Region Cusco in Südzentral-Peru. Der Distrikt wurde am 2. Januar 1857 gegründet. Er besitzt eine Fläche von 140 km². Beim Zensus 2017 lebten 1018 Einwohner im Distrikt. Im Jahr 1993 lag die Einwohnerzahl bei 1905, im Jahr 2007 bei 1335. Die Distriktverwaltung befindet sich in der etwa 2800 m hoch gelegenen Ortschaft Colcha mit 180 Einwohnern (Stand 2017). Colcha liegt am linken Flussufer des Río Apurímac 11 km südsüdöstlich der Provinzhauptstadt Paruro.

## Geographische Lage
Der Distrikt Colcha befindet sich im Andenhochland im zentralen Osten der Provinz Paruro. Er wird im Westen vom Río Velille sowie im Norden und im Osten vom Río Apurímac begrenzt.
Der Distrikt Colcha grenzt im Westen an den Distrikt Ccapi, im Nordwesten an den Distrikt Paccaritambo, im Norden an den Distrikt Paruro, im Osten an die Distrikte Rondocan und Acos (beide in der Provinz Acomayo), im Südosten an den Distrikt Pillpinto sowie im Süden an den Distrikt Accha.